# Краснопартизанский (Рязанская область)
Краснопартиза́нский — посёлок в Пителинском районе Рязанской области России. Входит в состав Ермо-Николаевского сельского поселения.

## История
В 1992 году указом Президиума Верховного Совета РФ посёлку центрального отделения совхоза «Красный партизан» присвоено наименование Краснопартизанский.

## Население
| 2010 |
| ---- |
| 259  |

## Улицы
| - ул. Гагарина, - ул. Есенина, | - ул. Пушкина, - ул. Северная. |